# P/2019 A3 (PANSTARRS)
P/2019 A3 (PANSTARRS) — короткоперіодична комета типу комети Енке. Відкрита 3 січня 2019 року; була 21.9m на час відкриття.